# 黑眼星系
黑眼星系（也稱為睡美人星系、梅西耶64、M64或NGC 4826）由英国天文学家爱德华·皮戈特（Edward Pigott）於1779年3月發現，亦在同年4月被德國天文學家約翰·艾勒特·博帝（Johann Elert Bode）獨立發現，此外，查爾斯·梅西耶也在1780年發現它。M64有一條引人入勝的壯觀黑暗塵帶，橫亙在明亮的星系核心之前，因而被稱為"黑眼星系"或"魔眼星系"。M64是位於后髮座的螺旋星系，因為在小望遠鏡下的景觀使他在業餘天文學界中非常出名。

## 總覽
第一眼看見M64，它似乎是一個相當正常的螺旋星系。和多數的星系一樣，M64所有的恆星都以相同的方向運轉，如同在哈伯望遠鏡的影像中看見的方向是順時針的。
然而，最近更詳細的研究有著直得注意的發現，顯示星際氣體和恆星在M64的外緣地區和內部地區的運轉方向是相反的。內部區域的半徑約為3,000光年，而外緣的範圍可以達到40,000光年。這樣的運轉模式應該會在交界處觸發許多新恆星的誕生。
兩個星系碰撞合併成一個星系時，會出現異常的外觀和內部運動。天文學家相信反向轉動氣體的出現，是M64吸收了與他碰撞的衛星星系，而這個碰撞可能發生在十億年之前。因為反向運動的氣體互相碰撞、壓縮或合併，使得相切的區域成為活躍的恆星誕生區。
特別引人注意的是圖像中炙熱呈藍色且剛誕生的年輕恆星，伴隨著被恆星的紫外線照射而發出螢光、粉紅色富含氫的雲氣。
在衝擊之下被毀壞的是曾經是鄰居的小星系，它所擁有的恆星被併入星系之中或是被驅散入太空內，但是在M64外緣反向運行的氣體明顯的呈現了碰撞的痕跡。

## 外部連結
- Messier 64, SEDS Messier pages
- Hubblesite description and high resolution images
- Wikisky.org, SDSS image, M64 （页面存档备份，存于）
- ESA/Hubble images of M64
- APOD for August 2, 2007（页面存档备份，存于）